# Liste der Eisenbahnstrecken in Kroatien
Die Liste der Eisenbahnstrecken der Republik Kroatien führt alle Eisenbahnstrecken in Kroatien auf, darunter auch inaktive und durch den Bürgerkrieg zerstörte Strecken. Streckenklassifizierung und -nummerierung gehen zurück auf den Beschluss der Regierung Kroatiens über die Einteilung der Eisenbahnstrecken (Odluka o razvrstavanju željezničkih pruga) vom 12. Juli 2006 sowie den Beschluss der Regierung Kroatiens über die Änderung und Ergänzung des Beschlusses über die Einteilung der Eisenbahnstrecken (Odluka o izmjeni i dopuni Odluke o razvrstavanju željezničkih pruga) vom 1. Februar 2007.

## Offizielle Bezeichnungsregeln
- M – Strecken mit internationaler Bedeutung (Magistralen, Fernbahn)
- R – Strecken mit regionaler Bedeutung (Regionalbahn)
- L – Strecken mit lokaler Bedeutung (Lokalbahn)

Unterbezeichnungen:
- I – Internationale Strecke
- II – Strecken von internationaler Bedeutung, die an mehr als zwei Staaten berühren
- MP – Magistralstrecke
- MG – Magistralzweigstrecke

## Liste der Strecken

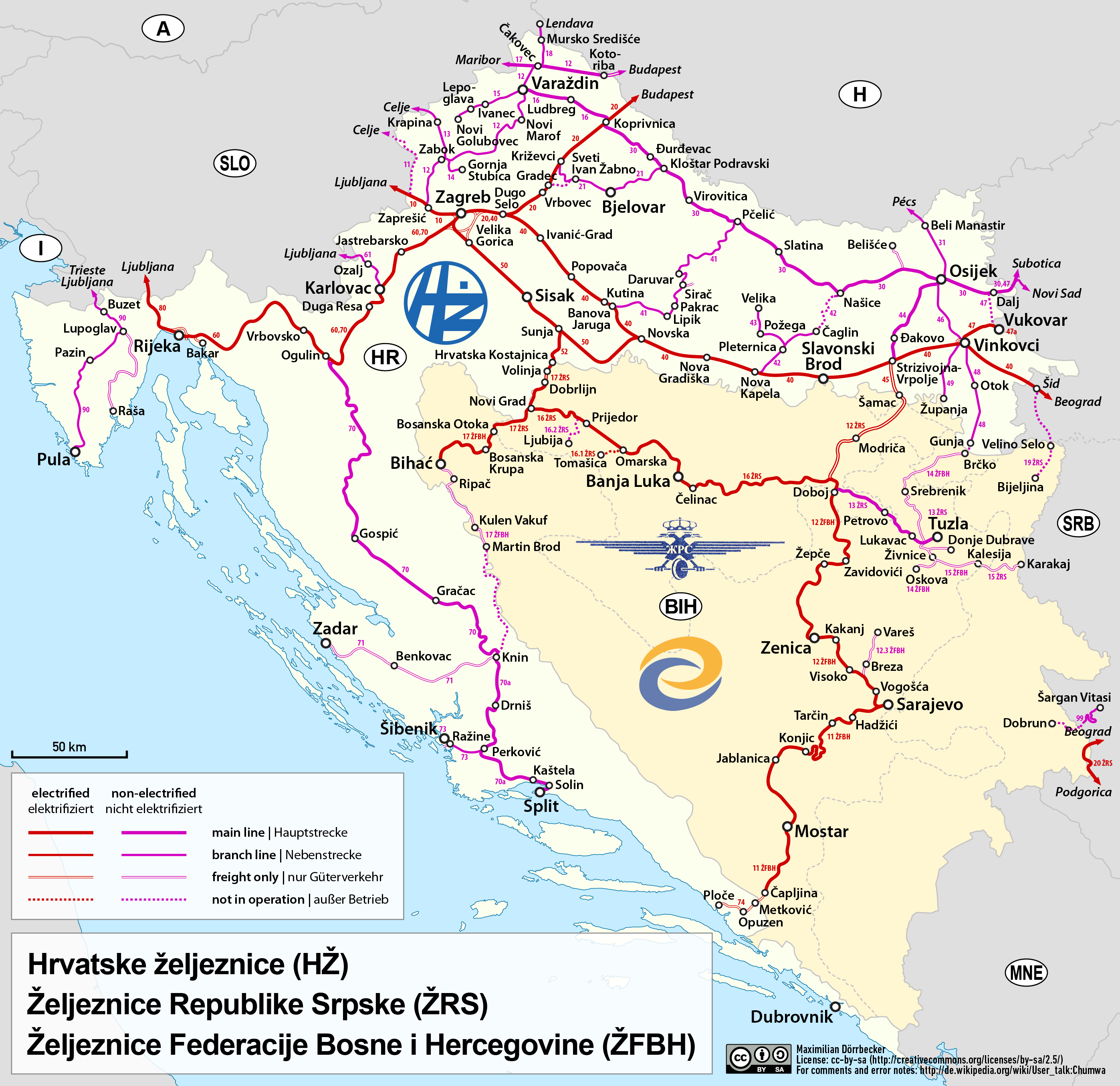
Eisenbahnstrecken in Kroatien (weiße Fläche)

### Magistralstrecken undPaneuropäische Verkehrskorridore
- M1
 Bahnstrecken des PEVK Nr. X:  Staatsgrenze zu Slowenien – Savski Marof – Zagreb – Vinkovci – Tovarnik – Staatsgrenze zu Serbien
 Elektrifiziert. Maximale Geschwindigkeit auf Teilstücken: 160 km/h
- M2
 Bahnstrecken des PEVK Nr. Vb: Staatsgrenze zu Ungarn – Botovo – Koprivnica – Zagreb – Rijeka
 Maximale Geschwindigkeit auf Teilstücken: 160 km/h
- M3
 Bahnstrecken des PEVK Nr. Vc: Staatsgrenze zu Ungarn – Beli Manastir – Osijek – Slavonski Šamac – Staatsgrenze zu Bosnien-Herzegowina ( – Sarajevo –) Staatsgrenze – Metković – Ploče
 Maximale Geschwindigkeit auf Teilstücken: 160 km/h
- M4
 Verbindungsstrecken zwischen PEVK Nr. X und Vb bei Zagreb
 Maximale Geschwindigkeit auf Teilstücken: 160 km/h
- M5
 Verbindungsstrecken zwischen PEVK Nr. V und Vb
 Maximale Geschwindigkeit auf Teilstücken: 160 km/h
- M6
 Verbindungsstrecken zwischen PEVK Nr. X und Vb
 Maximale Geschwindigkeit auf Teilstücken: 160 km/h

| Strecken- klasse | Strecken- nummer | Unter- bezeich- nung | Streckenlauf | Spur- breite in mm | G l e i s e | Länge in km | Bahn- strom                                                  | Betrieb durch | Anmerkung |
| ---------------- | ---------------- | -------------------- | --- | ------------------ | ----------- | ----------- | ------------------------------------------------------------ | ------------- | --- |
| M1               | M101             | MG 2                 | (Dobova –) Staatsgrenze zu Slowenien – Savski Marof – Zagreb Glavni kolodvor                                       | 1435               | 2           | 26,709      | 25 kV, 50 Hz                                                 | HŽ            | siehe auch: Bahnstrecke Zidani Most–Zagreb-Novska |
| M1               | M102             | MG 2                 | Zagreb Glavni kolodvor – Dugo Selo                                                                                 | 1435               | 2           | 21,202      | 25 kV, 50 Hz                                                 | HŽ            | siehe auch: Bahnstrecke Zagreb–Dugo Selo |
| M1               | M103             | MG 2.1               | Dugo Selo – Novska                                                                                                 | 1435               | 1           | 83,405      | 25 kV, 50 Hz                                                 | HŽ            | Zweites paralleles Gleis wird ausgebaut, sobald das Verkehrsaufkommen auf das vom Jahr 1991 steigt (vor dem Bürgerkrieg); siehe auch: Bahnstrecke Dugo Selo–Novska                                                      |
| M1               | M104             | MG 2                 | Zagreb Glavni kolodvor – Sisak – Novska                                                                            | 1435               | 1           | 116,757     | 25 kV, 50 Hz                                                 | HŽ            | siehe auch: Bahnstrecke Zidani Most–Zagreb–Novska |
| M1               | M105             | MG 2                 | Novska – Vinkovci – Tovarnik – Staatsgrenze zu Serbien (– Šid)                                                     | 1435               | 2           | 185,398     | 25 kV, 50 Hz                                                 | HŽ            | siehe auch: Bahnstrecke Novska–Tovarnik |
| M2               | M201             | MG 1                 | (Gyékényes –) Staatsgrenze zu Ungarn – Botovo – Koprivnica – Dugo Selo                                             | 1435               | 1           | 79,692      | 25 kV, 50 Hz                                                 | HŽ            | siehe auch: Bahnstrecke Dugo Selo–Gyékényes |
| M2               | M102             | MG 1                 | Zagreb Glavni kolodvor – Dugo Selo                                                                                 | 1435               | 2           | 21,202      | 25 kV, 50 Hz                                                 | HŽ            | Kreuzungsstelle des Korridors X und Vb, gehört zum Korridor X |
| M2               | M202             | MG 1                 | Zagreb Glavni kolodvor – Karlovac – Rijeka                                                                         | 1435               | 1           | 227,847     | 25 kV, 50 Hz                                                 | HŽ            | Umstellung von 3000 V Gleichstrom auf 25 kV, 50 Hz Wechselstrom: 1985 Zagreb Glavni kolodvor – Hrvatski Leskovac; 1987 Hrvatski Leskovac – Moravice; Dez. 2012 Moravice – Rijeka; siehe auch: Bahnstrecke Zagreb–Rijeka |
| M3               | M301             | MP 13                | (Magyarbóly –) Staatsgrenze zu Ungarn – Beli Manastir – Osijek                                                     | 1435               | 1           | 31,319      | nicht elektrifiziert                                         | HŽ            | |
| M3               | M302             | MP 13                | Osijek – Đakovo – Strizivojna-Vrpolje                                                                              | 1435               | 1           | 48,359      | nicht elektrifiziert                                         | HŽ            | Elektrifizierung geplant |
| M3               | M303             | MP 13                | Strizivojna-Vrpolje – Slavonski Šamac – Staatsgrenze zu Bosnien-Herzegowina (– Bosanski Šamac)                     | 1435               | 1           | 23,300      | 25 kV, 50 Hz                                                 | HŽ            | |
| M3               | M304             | MP 13                | (Čapljina –) Staatsgrenze zu Bosnien-Herzegowina – Metković – Ploče                                                | 1435               | 1           | 22,754      | 25 kV, 50 Hz                                                 | HŽ            | siehe auch: Bahnstrecke Sarajevo–Ploče |
| M4               | M401             | MG 1.1               | Sesvete – Sava odvojnica (rasputnica)                                                                              | 1435               | 2           | 11,090      | nicht elektrifiziert                                         | HŽ            | |
| M4               | M402             | I 104                | Sava odvojnica (rasputnica) – Zagreb Ranžirni kolodvor – Zagreb Klara                                              | 1435               | 2           | 6,677       | nicht elektrifiziert                                         | HŽ            | Zufahrt zum Rangierbahnhof |
| M4               | M403             | I 105                | Zagreb Ranžirni kolodvor (Empfangsgruppe) – Zagreb Klara (Karlovački kolosijek)                                    | 1435               | 2           | 1,056       | 25 kV, 50 Hz                                                 | HŽ            | Zufahrt zum Rangierbahnhof |
| M4               | M404             | MG 1.4               | Zagreb Klara – Delta odvojnica (rasputnica)                                                                        | 1435               | 1           | 2,491       | 25 kV, 50 Hz                                                 | HŽ            | |
| M4               | M405             | MG 1.3               | Zagreb Zapadni kolodvor – Trešnjevka odvojnica (rasputnica)                                                        | 1435               | 1           | 1,357       | 25 kV, 50 Hz                                                 | HŽ            | nur Güterverkehr |
| M4               | M406             | MG 1.2               | Čulinec odvojnica (rasputnica) – Zagreb-Resnik                                                                     | 1435               | 1           | 2,101       | 25 kV, 50 Hz                                                 | HŽ            | nur Güterverkehr |
| M4               | M407             | MG 1.1               | Sava odvojnica (rasputnica) – Velika Gorica                                                                        | 1435               | 1           | 6,295       | 25 kV, 50 Hz                                                 | HŽ            | nur Güterverkehr |
| M4               | M408             | I 107                | Zagreb Ranžirni kolodvor (Otpremna skupina) – Mičevec odvojnica (rasputnica)                                       | 1435               | 1           | 1,316       | 25 kV, 50 Hz                                                 | HŽ            | nur Güterverkehr' |
| M4               | M409             | I 106                | Zagreb Klara (Mlaka odvojnica – rasputnica) – Zagreb Ranžirni kolodvor (Empfangsgruppe) (Sisački kolosijek)        | 1435               | 1           | 1,071       | 25 kV, 50 Hz                                                 | HŽ            | Zufahrt zum Güterbahnhof |
| M4               | M410             | I 108                | Zagreb Ranžirni kolodvor (Otpremna skupina) – Zagreb Ranžirni kolodvor (Prijamna skupina) (IV. obilazni kolosijek) | 1435               |             | 2,719       | 25 kV, 50 Hz                                                 | HŽ            | Zufahrt zum Güterbahnhof |
| M5               | M501             | MG 3                 | (Središče –) Staatsgrenze zu Slowenien – Čakovec – Kotoriba – Staatsgrenze zu Ungarn (– Murakeresztúr)             | 1435               | 1           | 42,389      | nicht elektrifiziert                                         | HŽ            | siehe auch: Bahnstrecke Pragersko–Budapest |
| M5               | M502             | MG 4                 | Rijeka – Šapjane – Staatsgrenze zu Slowenien (– Ilirska Bistrica)                                                  | 1435               | 1           | 30,896      | 25 kV, 50 Hz Rijeka – Šapjane; 3 kV = Šapjane – Staatsgrenze | HŽ            | bis Dez. 2012: 3000 V Gleichstrom auf Gesamtstrecke, seither nur noch zwischen Šapjane und der Staatsgrenze; siehe auch: Bahnstrecke Pivka–Rijeka                                                                       |
| M6               | M601             | MP14/II210           | Vinkovci – Vukovar-Borovo naselje – Vukovar                                                                        | 1435               | 1           | 18,514      | nicht elektrifiziert                                         | HŽ            | |
| M6               | M602             | I 113                | Škrljevo – Bakar                                                                                                   | 1435               | 1           | 12,554 \|   | 25 kV, 50 Hz                                                 | HŽ            | bis Dez. 2012: 3000 V Gleichstrom |
| M6               | M603             | I 114                | Sušak-Pećine – Rijeka Brajdica                                                                                     | 1435               | 1           | 3,985       | nicht mehr elektrifiziert                                    | HŽ            | bis Dez. 2012: 3000 V Gleichstrom, Elektrifizierung mit 25 kV, 50 Hz geplant |
| M6               | M604             | MP 11                | Oštarije – Gospić – Knin – Split Predgrađe                                                                         | 1435               | 1           | 320,504     | nicht elektrifiziert                                         | HŽ            | siehe auch: Bahnstrecke Oštarije–Knin und Bahnstrecke Knin–Split |
| M6               | M605             | MP 11.3              | Ogulin – Krpelj odvojnica (rasputnica)                                                                             | 1435               | 1           | 6,118       | nicht elektrifiziert                                         | HŽ            | |
|                  | M606             | MP 11.1              | Knin – Zadar | 1435               | 1           | 95,390      | nicht elektrifiziert                                         | HŽ            | siehe auch: Bahnstrecke Knin–Zadar |
| M6               | M607             | MP 11.2              | Perković – Šibenik                                                                                                 | 1435               | 1           | 22,502      | nicht elektrifiziert                                         | HŽ            | siehe auch: Bahnstrecke Perković–Šibenik |
| M6               | M608             | I 115                | Ražine – Šibenik Luka                                                                                              | 1435               | 1           | 3,697       | nicht elektrifiziert                                         | HŽ            | |
|                  |                  |                      | |                    |             |             |                                                              |               | |

### Regionalstrecken
Maximale Geschwindigkeit auf Teilstücken: 120 km/h
| Strecken- klasse | Strecken- nummer | Unter- bezeich- nung | Streckenlauf | Spur- breite in mm | G l e i s e | Länge in km | elektri- fiziert | Betrieb durch | Anmerkung |
| ---------------- | ---------------- | -------------------- | --- | ------------------ | ----------- | ----------- | ---------------- | ------------- | --- |
| R1               | R101             | I 102                | (Podgorje –) Staatsgrenze zu Slowenien – Buzet – Pazin – Pula                                                                         | 1435               | 1           | 91,140      | nein             | HŽ            | |
| R1               | R102             | MP 12                | Sunja – Volinja – Staatsgrenze zu Bosnien-Herzegowina (– Dobrljin)                                                                    | 1435               | 1           | 21,575      | 25 kV, 50 Hz     | HŽ            | |
| R1               | R103             | MP 12                | (Martin Brod –) Staatsgrenze zu Bosnien-Herzegowina – Infrastrukturgrenze ŽFBH/HŽ km 119+444 – Staatsgrenze – Ličko Dugo Polje – Knin | 1435               | 1           | 59,068      | nein             | HŽ            | 2012: Strecke gesperrt, geringfügige Sanierungsarbeiten erforderlich, aber seitens der HŽ vorerst nicht geplant; sowohl nördlich als auch südlich der vereinbarten Infrastrukturgrenze wird die Staatsgrenze mehrfach überschritten; siehe auch Bahnstrecke Novi Grad–Knin |
| R1               | R104             | MP 14                | Vukovar – Borovo Naselje – Dalj – Erdut – Staatsgrenze zu Serbien (– Bogojevo)                                                        | 1435               | 1           | 26,043      | nein             | HŽ            | |
| R1               | R105             | I 110                | Vinkovci – Drenovci – Staatsgrenze zu Bosnien-Herzegowina (– Brčko)                                                                   | 1435               | 1           | 50,939      | nein             | HŽ            | |
| R2               | R201             | I 101                | Zaprešić – Zabok – Varaždin – Čakovec                                                                                                 | 1435               | 1           | 100,722     | nein             | HŽ            | |
| R2               | R202             | I 100                | Varaždin – Koprivnica – Virovitica – Osijek – Dalj                                                                                    | 1435               | 1           | 249,839     | nein             | HŽ            | |
| R2               | R203             | MP 12.1              | Krivaja odvojnica (rasputnica) – Gaj odvojnica (rasputnica)                                                                           | 1435               | 1           | 1,111       | 25 kV, 50 Hz     | HŽ            | außer Betrieb |
|                  |                  |                      | |                    |             |             |                  |               | |

### Lokale Strecken
Maximale Geschwindigkeit auf Teilstücken: 60–80 km/h, selten 120 km/h
| Strecken- klasse | Strecken- nummer | Unter- bezeich- nung | Streckenlauf                                                                   | Spur- breite in mm | G l e i s e | Länge in km | elektri- fiziert | Betrieb durch | Anmerkung |
| ---------------- | ---------------- | -------------------- | ------------------------------------------------------------------------------ | ------------------ | ----------- | ----------- | ---------------- | ------------- | --- |
| L1               | L101             | II 200               | Čakovec – Mursko Središće – Staatsgrenze zu Slowenien (– Lendava)              | 1435               | 1           | 17,942      | nein             | HŽ            | |
| L1               | L102             | II 202               | Savski Marof – Kumrovec – Staatsgrenze zu Slowenien (– Imeno)                  | 1435               | 1           | 38,522      | nein             | HŽ            | |
| L1               | L103             | II 203               | Zabok – Krapina – Đurmanec – Staatsgrenze zu Slowenien (– Rogatec)             | 1435               | 1           | 27,187      | nein             | HŽ            | |
| L1               | L104             | II 213               | Karlovac – Ozalj – Kamanje – Staatsgrenze zu Slowenien (– Metlika)             | 1435               | 1           | 28,798      | nein             | HŽ            | |
| L1               | L105             | I 112                | Slavonski Brod – Staatsgrenze zu Bosnien-Herzegowina (– Bosanski Brod)         | 1435               | 1           | 1,478       | nein             | HŽ            | Gleise entfernt, nicht mehr befahren                                                                                    |
| L2               | L201             | II 201               | Varaždin – Ivanec – Golubovec                                                  | 1435               | 1           | 34,582      | nein             | HŽ            | |
| L2               | L202             | II 204               | Hum-Lug odvojnica (rasputnica) – Gornja Stubica                                | 1435               | 1           | 10,823      | nein             | HŽ            | |
| L2               | L203             | II 215               | Zagreb Borongaj – Zagreb istočni kolodvor (Ostbf.)                             | 1435               | 1           | 3,760       | nein             | HŽ            | |
| L2               | L204             | II 205               | Križevci – Bjelovar – Kloštar                                                  | 1435               | 1           | 61,747      | nein             | HŽ            | |
| L2               | L205             | II 206               | Banova Jaruga – Daruvar – Pčelić odvojnica (rasputnica)                        | 1435               | 1           | 95,752      | nein             | HŽ            | |
| L2               | L206             | II 207               | Nova Kapela-Batrina – Pleternica – Našice                                      | 1435               | 1           | 60,492      | nein             | HŽ            | |
| L2               | L207             | II 208               | Pleternica – Požega – Velika                                                   | 1435               | 1           | 24,955      | nein             | HŽ            | |
| L2               | L208             | II 209               | Bizovac – Belišće                                                              | 1435               | 1           | 12,940      | nein             | HŽ            | |
| L2               | L209             | I 109                | Vinkovci – Gaboš – Osijek                                                      | 1435               | 1           | 33,937      | nein             | HŽ            | Voraussichtliche Wiedereröffnung 2008                                                                                   |
| L2               | L210             | II 211               | Vinkovci – Županja                                                             | 1435               | 1           | 28,071      | nein             | HŽ            | |
| L2               | L211             | MG 2.2               | Vinkovci – Vinkovci Teretni kolodvor Park A-B – Jarmina odvojnica (rasputnica) | 1435               | 2           | 5,237       | 25 kV, 50 Hz     | HŽ            | Zufahrt zum Güterbahnhof                                                                                                |
| L2               | L212             | MG 2.3               | Vinkovci – Vinkovci Teretni kolodvor Park D-C – Jarmina odvojnica (rasputnica) | 1435               | 2           | 5,043       | 25 kV, 50 Hz     | HŽ            | Zufahrt zum Güterbahnhof                                                                                                |
| L2               | L213             | II 210               | Vukovar – Stari Vukovar                                                        | 1435               | 1           | 5,691       | nein             | HŽ            | |
| L2               | L214             | I 114                | Rijeka Brajdica – Rijeka                                                       | 1435               | 1           | 1,853       | 25 kV, 50 Hz     | HŽ            | |
| L2               | L215             | II 214               | Lupoglav – Raša                                                                | 1435               | 1           | 52,996      | nein             | HŽ            | Strecke zwischen Učka und Raša seit einem Hangrutsch im Jahr 2009 gesperrt, siehe auch Bahnstrecke Lupoglav–Luka Bršica |
| L2               | L216             | I 111                | Mirkovci – Vrapčana                                                            | 1435               | 1           | 4,928       | nein             | HŽ            | außer Betrieb |
| L2               | L217             | II 212               | Sisak Caprag – Petrinja – Karlovac                                             | 1435               | 1           | 101,769     | nein             | HŽ            | zerstört! |
| L2               | L218             | MP11                 | Split Predgrađe – Split                                                        | 1435               | 2           | 2,666       | nein             | HŽ            | siehe auch: Bahnstrecke Knin–Split                                                                                      |
|                  |                  |                      |                                                                                |                    |             |             |                  |               | |

### Abgebaute Strecken
- Raša (Štalije) – Bergwerk 600 mm, einspurig, ~ 7 km
- Plomin Luka zum Bergwerk, 600 mm, einspurig, ~12 km
- Kanfanar–Rovinj, 1435 mm, einspurig, 20,8 km
- Lokalbahn Triest – Poreč (Parenzo), 760 mm einspurig, 123 km, Streckenbaubeginn 1900, Streckeneröffnung: 1. April 1902; letzte Fahrt: 31. August 1935[5]